# Chapelle de Vauclair
Pour les articles homonymes, voir Vauclair.
La chapelle de Vauclair est une chapelle catholique française située en Auvergne, à proximité du village de Molompize (Cantal). Elle date du XIIIe siècle et a été classée au titre des monuments historiques par arrêté du 8 aout 1921. Elle fut construite à l’origine pour abriter la célèbre statue de la Vierge en majesté de Notre-Dame de Vauclair.

## Situation
La chapelle est située sur la commune de Molompize. Blottie au fond d'une étroite vallée, elle a été construite au bord de l'Alagnon. On peut l'apercevoir depuis la RN 122 qui la surplombe.

## Description
L'édifice date de la fin de l'époque romane, il est de style roman influencé par le Limousin. Sa date de construction n'est pas connue avec exactitude, elle se situe vraisemblablement entre 1180 et 1210.
La chapelle à nef unique est divisée en trois travées. A l'ouest, la façade est couronnée par un clocher à peigne ; le portail est surmonté d'une rosace. On accède au clocher par une tourelle adossée à l'angle sud. À l'intérieur, les décors de faune et flore sont très colorés. L'édifice est éclaire par sept baies: trois au nord, trois au sud et une plus importante au chevet adossé à l'autel. Elles sont très ouvragées et pourvues de vitraux. Un retable à colonnes torses et vignes dorées est classé à l'inventaire des Monuments Historique. Le sol ancien en pierre date du XVe siècle. Un escalier donne accès aux combles et au toit de lauzes.
Hormis quelques travaux d'entretien et de consolidations, l'édifice n'a pas subi de transformations majeures. Seuls les abords du bâtiment ont connu d'importantes modifications.

## Histoire
Sous l'épiscopat d'Étienne de Mercœur, évêque d'Auvergne, les seigneurs du lieu fondèrent un prieuré dépendant de l'abbaye Notre-Dame de La Couronne (près d'Angoulême). Ils firent appel à Guillaume Robert qui était un disciple de Bertrand de Griffeuille. Il ne résida pas en permanence à Vauclair. Après y avoir construit un oratoire à Marie et une cellule, il y installa un de ses confrères et retourna à Notre-Dame-du-Pont (dans la paroisse de Leynhac).
La chapelle actuelle, dédiée à Notre-Dame de la Nativité, a été probablement construite par les pères Augustins au XIIIe siècle.
En 1476 le chapitre de la cathédrale de Saint-Flour prit possession du prieuré et fit graver trois "A" gothiques au-dessus de la rosace ouest.
En 1671 on remplaça l'autel par un retable à deux colonnes torses et vignes dorées qui a été inscrit à titre objet des Monuments Historiques le 16 octobre 1987.
Au moment de la révolution les biens du prieuré furent dispersés. En 1789 on vendit la maison en bois du prieur, en 1791 ce fut le tour des près et des jardins et en 1795 on vendit la chapelle. Celle-ci servit alors de grange et d'étable. Des écrits mentionnent un auvent ou un vestibule en bois et lambris au-dessus du portail qui ont dû être détruits à ce moment. En 1838 M. Vergne, curé de Molompize, reconsacra la chapelle pour la rendre au culte.
Le 16 août 1866 on inaugura le tronçon Massiac-Murat de la voie ferrée Figeac-Arvant. Celui-ci passe à flanc de colline juste derrière la chapelle. Il semblerait que ces travaux aient modifié de manière importante la topographie du lieu. L'édifice, plus encaissé, souffrit de remontée d'humidité. En 1937, pour parer à ce problème, on construisit une cour anglaise à l'est et au sud qui dégagea le bâtiment.

## Restauration
D'importants travaux de restauration ont été effectués entre 2003 et 2005 par la commune de Molompize. La DRAC d'Auvergne en était le maître d'ouvrage et Stéphan Manciulescu, architecte en chef des monuments historiques le maître d’œuvre.
On refit la toiture de lauze, les maçonneries furent rejointoyées et consolidées. Certaines pierres ont été changées, les enduits au ciment furent piqués en vue de restitution d'enduits à la chaux. Les vitraux ont été restaurés et la rosace mise en couleurs. L'intérieur a également bénéficié d'une large restauration.
Une copie de la vierge a été placée à l’intérieur.

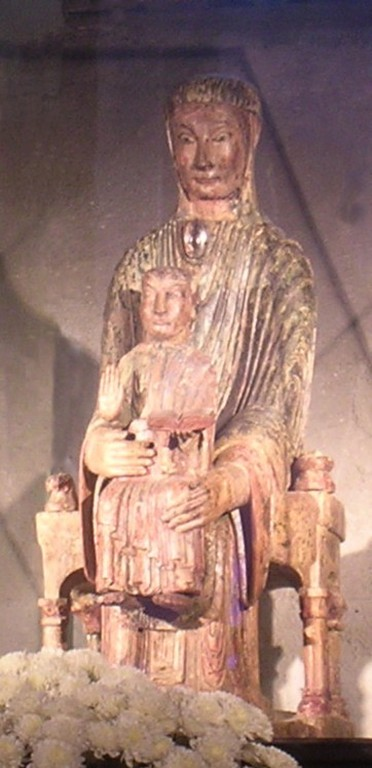
La statue de Notre-Dame de Vauclair.